# Walter Bradford Cannon
Walter Bradford Cannon (19 tháng 10 năm 1871 - 1 tháng 10 năm 1945) là một nhà sinh lý học người Mỹ, giáo sư và chủ tịch khoa Sinh lý học tại Trường Y Harvard. Ông đã đặt ra thuật ngữ phản ứng chiến đấu hay bỏ chạy, và ông mở rộng theo khái niệm của Claude Bernard về cân bằng. Ông đã phổ biến rộng rãi lý thuyết của mình trong cuốn sách The Wisdom of the Body, xuất bản lần đầu tiên vào năm 1932. Một cuộc khảo sát tổng quát về Tâm lý học (được xuất bản vào năm 2002) đã xếp hạng Cannon là học giả được nhắc đến nhiều nhất trong thế kỷ 20 trong các tạp chí tâm lý học kỹ thuật, sách giáo khoa tâm lý học giới thiệu, và phản hồi khảo sát.